# Vesles-et-Caumont

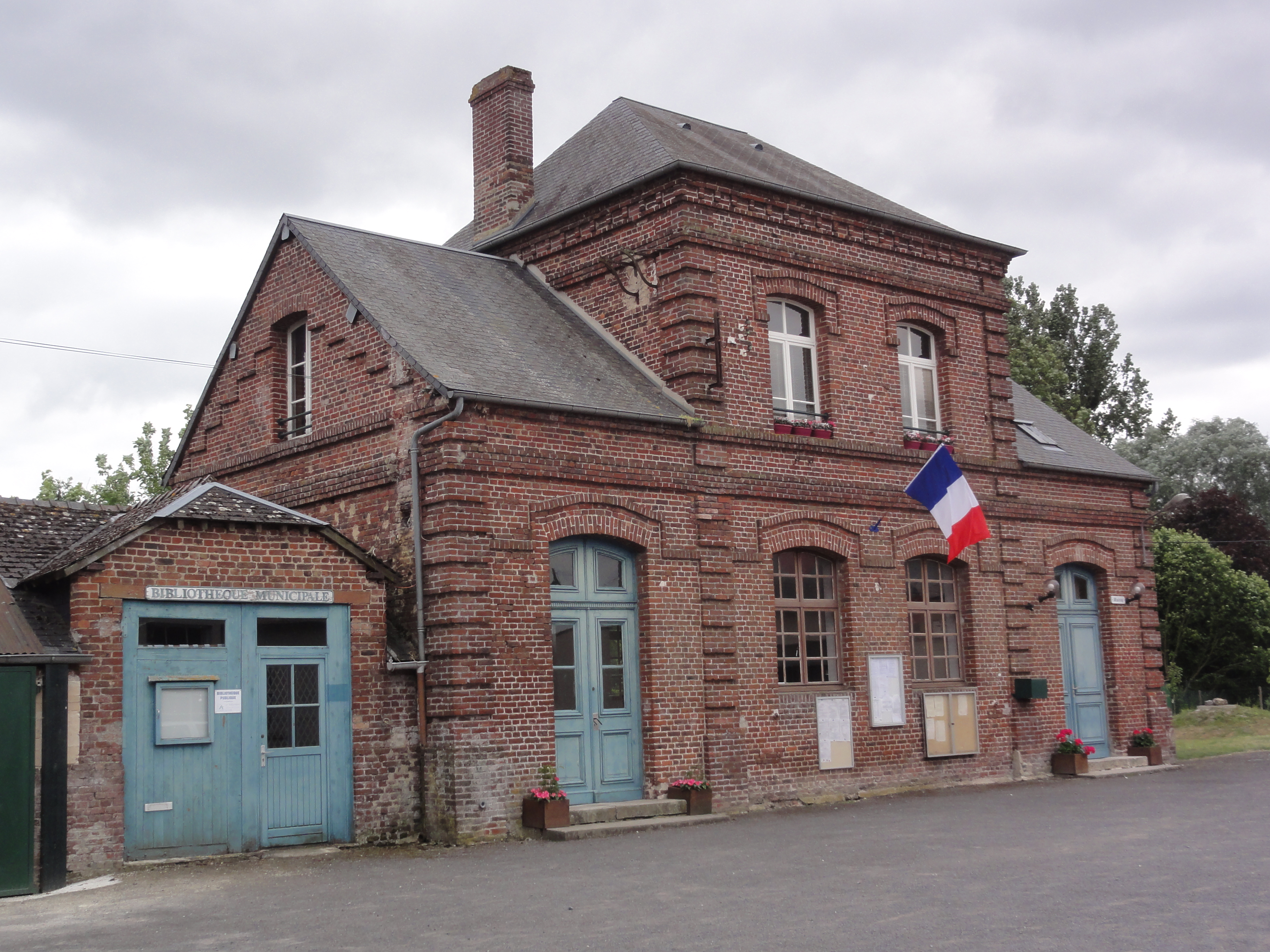
Gemeentehuis

Vesles-et-Caumont is een gemeente in het Franse departement Aisne (regio Hauts-de-France) en telt 186 inwoners (2004). De plaats maakt deel uit van het arrondissement Laon.

## Geografie
De oppervlakte van Vesles-et-Caumont bedraagt 10,1 km², de bevolkingsdichtheid is 18,4 inwoners per km².
In het zuidoosten ligt een groot bosgebied met veel meertjes.
De onderstaande kaart toont de ligging van Vesles-et-Caumont met de belangrijkste infrastructuur en aangrenzende gemeenten.

## Demografie
Onderstaande figuur toont het verloop van het inwonertal (bron: INSEE-tellingen).
Vanwege een beveiligingsprobleem met de MediaWiki Graph-software is het momenteel niet mogelijk deze grafiek weer te geven. Zodra de software is bijgewerkt zal de grafiek vanzelf weer zichtbaar worden.